# Rakitniška gruda
Rakitniška gruda je kot tektonska enota nariv na območju slovenske planote Rakitna, po kateri je dobila ime. Sestavljajo jo spodnje in srednjetriadni skladi, smer plasti in glavnih prelomov pa je dinarska, torej severozahodno-jugovzhodno. Rakitniška gruda je na severovzhodu omejena z rakitniškim prelomom, jugozahodna meja teče ob prelomu od Rakitne proti Zilcam do Bloške planote, jugovzhodna pa pod Mačkovcem. 